# 锡夫赖 (谢尔省)
锡夫赖（法語：Civray，法語發音：[sivʁɛ]）是法国谢尔省的一个市镇，属于布尔日区。

## 地理
锡夫赖（46°58'2"N, 2°10'28"E）面积40.87 平方千米，位于法国中央-卢瓦尔河谷大区谢尔省，该省份为法国中部省份，北起卢瓦雷省，西接卢瓦-谢尔省和安德尔省，南至克勒兹省，东南接阿列省，东临涅夫勒省。
与锡夫赖接壤的市镇（或旧市镇、城区）包括：沙罗、吕讷里、普卢、普里梅勒、圣昂布鲁瓦、谢尔河畔圣弗洛朗、索日、谢尔河畔新城。

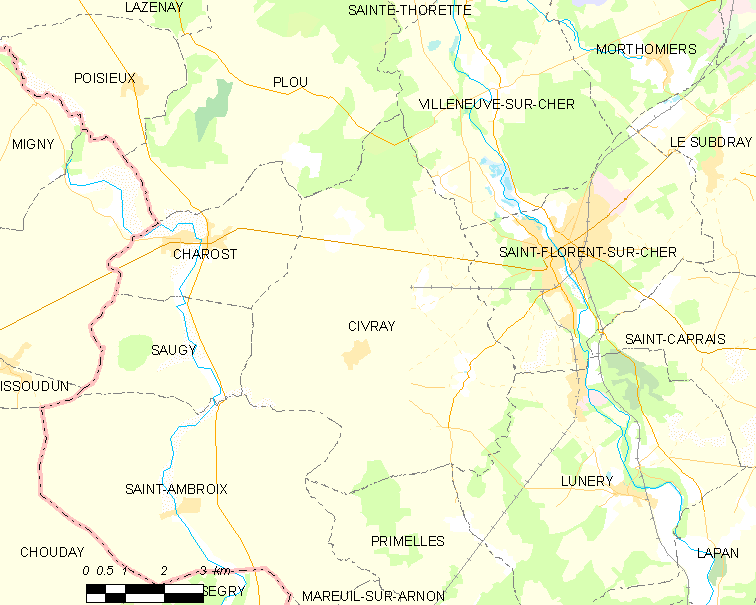
的OSM定位图

锡夫赖的时区为UTC+01:00、UTC+02:00（夏令时）。

## 行政
锡夫赖的邮政编码为18290，INSEE市镇编码为18066。

## 政治
锡夫赖所属的省级选区为沙罗县。

## 人口

1962-2008年间人口变化图示

锡夫赖于2022年1月1日时的人口数量为918人。